# Herbert Haddock
Herbert James Haddock (* 27. Januar 1861 in Rugby; † 4. Oktober 1946 in Southampton) war ein britischer Kapitän der Handelsmarine und der Royal Navy. Größere Bekanntheit erreichte Haddock vor allem als Kapitän der Olympic sowie des Schwesterschiffes Titanic in der Zeit vor dessen Ablieferungsfahrt im März 1912.

## Leben

### Frühe Jahre und Royal Navy
Herbert James Haddock wurde am 27. Januar 1861 in Rugby (Grafschaft Warwickshire) geboren. Er begann seine Marinekarriere bei der Royal Navy an Bord der HMS Edinburgh und erreichte dort den 1890 den Rang Lieutenant. 1893 heiratete er Mabel Eliza Bouchette, mit der er bis zu ihrem Tod im Jahre 1935 verheiratet blieb. Das Ehepaar hatte vier Kinder. Für seine militärischen Dienste wurde Haddock 1902 als Companion des Order of the Bath ausgezeichnet. Spätestens 1903 schied er aus dem aktiven Dienst bei der Royal Navy aus, blieb aber Reserveoffizier.
Als Reserveoffizier wurde er 1904 zum Commander und 1914 zum Captain befördert. 1916 wurde er zum Aide-de-camp für König Georg V. ernannt. 1919 schied er schließlich aus der Royal Naval Reserve aus.

### Als Kapitän bei der White Star Line
Nach Beendigung seiner aktiven Militärlaufbahn wechselte Haddock zur Handelsmarine und war als Kapitän für die britische Reederei White Star Line – damals eine der größten Reedereien der Welt – tätig. Zu den Passagierschiffen unter Haddocks Kommando zählten unter anderem die Britannic, Germanic, Cedric sowie die Oceanic.
Am 25. März 1912 wurde Haddock in den Hafen von Belfast beordert, um dort das Kommando über die erst kürzlich fertiggestellte Titanic sowie deren Besatzung zu übernehmen, bis sie zu ihrer Ablieferungsfahrt nach Southampton aufbrechen würde. Obwohl das Schiff in dieser Zeit den Hafen nicht verließ, wurde Haddock so zum ersten Kapitän der Titanic. Am 31. März löste Edward John Smith ihn in dieser Position ab. Haddock reiste daraufhin nach Southampton, um das Kommando über das zuvor von Smith kommandierte Schwesterschiff Olympic zu übernehmen. Seine erste Überfahrt mit diesem Schiff begann am 3. April 1912 und endete am 10. April, dem Tag der Jungfernfahrt der Titanic.

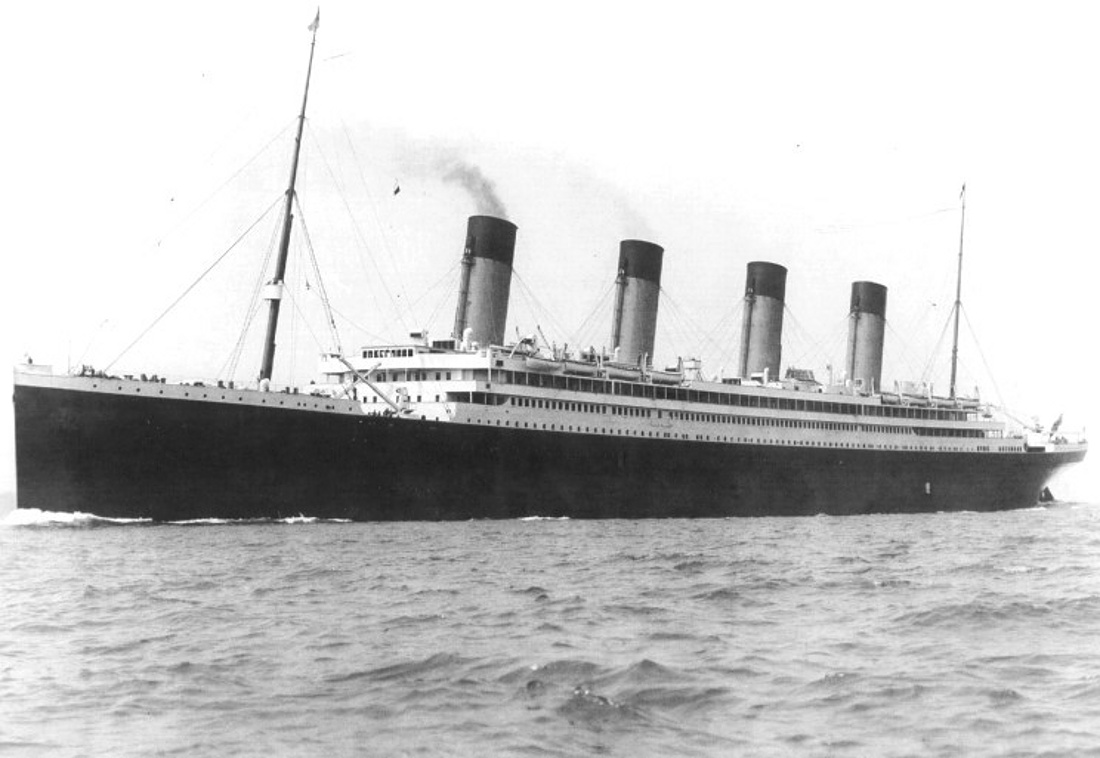
Die Olympic, die Haddock von 1912 bis 1915 als Kapitän führte.

In der Nacht des 15. April 1912 befand sich die Olympic auf einer weiteren Atlantiküberquerung unter dem Kommando von Herbert Haddock, als er von dem Bordfunker Ernest James Moore über einen Notruf des Schwesterschiffes Titanic informiert wurde. Haddock ließ den Kurs der Olympic ändern und auf die gemeldete Position der Titanic zusteuern, bis er von Arthur Rostron, dem Kapitän der Carpathia, per Funk über den Untergang der Titanic informiert wurde. Die Olympic drehte daraufhin wieder ab und setzte ihre Überfahrt planmäßig fort. Haddock sagte am 25. Mai 1912 vor einem Untersuchungsausschuss unter der Leitung von William Alden Smith über die Unglücksnacht aus.
Herbert Haddock blieb bis 1915 Kapitän der Olympic. Anschließend sollte er ursprünglich das Kommando über die als Lazarettschiff fertiggestellte Britannic übernehmen und hätte somit das Kommando über alle drei Schiffe der Olympic-Klasse gehabt. Die Admiralität entschied sich letztlich jedoch für einen anderen Kapitän.

### Die letzten Jahre
Herbert Haddock verbrachte seine letzten Lebensjahre in Southampton. Er starb am 4. Oktober 1946 im Alter von 85 Jahren.